# Pond Peak
Pond Peak är en bergstopp i Antarktis. Den ligger i Östantarktis. Nya Zeeland gör anspråk på området. Toppen på Pond Peak är 1 400 meter över havet, eller 370 meter över den omgivande terrängen. Bredden vid basen är 1,5 km.
Terrängen runt Pond Peak är kuperad åt nordost, men åt sydväst är den bergig. Trakten är obefolkad. Det finns inga samhällen i närheten.